# استقلال هونغ كونغ
استقلال هونغ كونغ هي حركة تدعو إلى أن تصبح هونغ كونغ دولة مستقلة ذات سيادة. وهونغ كونغ منطقة إدارية خاصة تتمتع بدرجة عالية من الاستقلال الذاتي في ظل جمهورية الصين الشعبية، والمكفول بموجب المادة 2 من قانون هونغ كونغ الأساسي بصيغته التي تم التصديق عليها بموجب الإعلان الصيني – البريطاني المشترك. ومنذ نقل سيادة هونغ كونغ من المملكة المتحدة إلى جمهورية الصين الشعبية في عام 1997، ساور بعض الهونغكونغيين القلق إزاء زحف بيجين المتزايد على حريات الإقليم وفشل حكومة هونغ كونغ في إقامة «ديمقراطية حقيقية».
وقد ظهرت حركة الاستقلال الحالية بعد الإصلاح الانتخابي لهونغ كونغ 2014–15 الذي قسم إلى حد كبير الإقليم، لأنه سمح لشعب هونغ كونغ بأن يكون له حق التصويت العام، شريطة أن يكون لدى بيجين سلطة فحص المرشحين المحتملين لمنصب الرئيس التنفيذي لهونغ كونغ، وهم أعلى رتبة في الإقليم. وقد أشعلت شرارة احتجاجات الاحتلال البالغ طولها 79 يوما التي يطلق عليها اسم «الثورة الجامعة». وبعد الاحتجاجات، أنشئت العديد من الجماعات السياسية الجديدة التي تدعو إلى الاستقلال أو تقرير المصير لأنها اعتبرت أن مبدأ «بلد واحد ونظامين» قد فشل. ووفقاً لدراسة استقصائية أجرتها جامعة هونغ كونغ الصينية في يوليو 2016، فإن ما يقرب من 40 في المائة من الهونغكونغيين الذين تتراوح أعمارهم بين 15 و24 عاماً كانوا يدعمون الإقليم بأن يصبح كياناً مستقلاً، في حين أن 17.4 في المائة من المجيبين عموماً أيدوا الاستقلال، على الرغم من أن 3.6 في المائة منهم ذكروا أنهم يعتقدون أن ذلك «ممكن».